# Reitsport bei den Olympischen Spielen
Der Reitsport (bzw. Pferdesport) ist seit Stockholm 1912 fester Bestandteil des olympischen Programms. Davor war der Pferdesport mit Springreiten in Paris 1900 einmal vertreten. Bereits bei den Olympischen Spielen der Antike wurden Pferderennen und vierspännige Wagenrennen als hippische Wettbewerbe im Hippodrom von Olympia veranstaltet.
Die Wettbewerbe im Reitsport fanden 1956 wegen strenger australischer Quarantänebestimmungen nicht in Melbourne statt, sondern in Stockholm. Die Olympischen Reiterspiele wurden vom 10. bis zum 17. Juni in der schwedischen Hauptstadt veranstaltet. Ähnlich „ausgelagert“ verliefen die Reitsportwettbewerbe 2008, als man aus Quarantänegründen von Peking nach Hongkong auswich.

## Olympische Geschichte des Reitsports bis 1912
Bereits zu den Olympischen Spielen 1896 gab es Überlegungen, den Reitsport in das olympische Programm aufzunehmen, was jedoch nicht zustande kam. Mehrere Wettbewerbe des CHI von Paris im Jahre 1900 wurden zu den ersten Reitsportwettbewerben der Olympischen Spiele der Neuzeit erklärt. Das Programm umfasst neben dem heute üblichen „Jagdspringen“ auch Wettkämpfe im Hoch- und Weitspringen.
Im Jahr 1906 schlug das IOC-Mitglied Clarence von Rosen vor, den Reitsport in das Programm der Spiele mit aufzunehmen. Ziel war die Einbeziehung des Militärs in die olympische Bewegung, um diese auf eine breitere Basis zu stellen. Sein Entwurf für ein olympisches Reitprogramm wurde 1907 vorgestellt. Bei den Olympischen Spielen 1908 sah man sich jedoch außerstande, diese Planung umzusetzen (Anmeldungen von 88 Reitern aus acht Nationen lagen bereits vor).
Bei den Olympischen Spielen 1912 im Heimatland von Rosens konnten seine Planungen dann erstmals umgesetzt werden. Obwohl im Dressur- und im Springreiten auch Zivilisten zugelassen waren, waren nur Offiziere mit ihren Pferden am Start. Dieser Zustand änderte sich erst 1952, als die (1921 gegründete) FEI auch Unteroffiziere und teilweise Zivilisten zu den Wettbewerben zuließ.

## Disziplinen
Es gibt bei Olympischen Spielen im Reitsport 6 Wettbewerbe – in jeder Disziplin jeweils ein Einzel- und ein Mannschaftswettbewerb. Springreiten, Dressur und Vielseitigkeitsreiten sind die Disziplinen, die bei den Olympischen Spielen mit Wettbewerben vertreten sind. Frauen bekamen zuerst 1952 in der Dressur, später dann auch im Springreiten und in der Vielseitigkeit die Möglichkeit, an den Wettbewerben teilzunehmen. Damit ist der Reitsport einer der wenigen Sportarten, die für Männer und Frauen offen ausgetragen werden.

### Springreiten
Bis Mexico 1968 bestand in Springreiten die Mannschaft aus 3 Reitern, die alle ins Ziel kommen mussten. Daher gab es in Los Angeles 1932 keine Medaillengewinner in der Mannschaft, weil keine Mannschaft komplett ins Ziel kam. Von München 1972 bis Rio de Janeiro 2016 bestand die Mannschaft aus 4 Reitern, 2020 kehrt man unter der Prämisse „more flags“ (mehr teilnehmende Nationen) zu Drei-Reiter-Mannschaften zurück.
In Paris 1900 gab es noch keinen Wettbewerb mit einer Mannschaft, sondern ein Einzelspringen und zusätzlich Wettbewerbe im Hochspringen und Weitspringen.
Während der Weltpferdesportverband FEI noch 1952 beschloss, dass keine Frauen zu den Wettbewerben zugelassen wurden (und der US-amerikanische Verband die Qualifizierte Carol Durand wieder ausladen musste), bekamen diese erstmals 1956 die Startmöglichkeit.

#### Übersicht der Wettbewerbe
| Wettbewerb             | 96 | 00 | 04 | 06 | 08 | 12 | 20 | 24 | 28 | 32 | 36 | 48 | 52 | 56 | 60 | 64 | 68 | 72 | 76 | 80 | 84 | 88 | 92 | 96 | 00 | 04 | 08 | 12 | 16 | 20 | 24 | 28 | 32 | Gesamt |
| ---------------------- | -- | -- | -- | -- | -- | -- | -- | -- | -- | -- | -- | -- | -- | -- | -- | -- | -- | -- | -- | -- | -- | -- | -- | -- | -- | -- | -- | -- | -- | -- | -- | -- | -- | ------ |
| Einzel – Offen         |    |    |    |    |    |    |    |    |    |    |    |    |    | •  | •  | •  | •  | •  | •  | •  | •  | •  | •  | •  | •  | •  | •  | •  | •  | •  | •  |    |    | 18     |
| Mannschaft – Offen     |    |    |    |    |    |    |    |    |    |    |    |    |    | •  | •  | •  | •  | •  | •  | •  | •  | •  | •  | •  | •  | •  | •  | •  | •  | •  | •  |    |    | 18     |
| Einzel – Männer        |    | •  |    |    |    | •  | •  | •  | •  | •  | •  | •  | •  |    |    |    |    |    |    |    |    |    |    |    |    |    |    |    |    |    |    |    |    | 9      |
| Mannschaft – Männer    |    |    |    |    |    | •  | •  | •  | •  | •  | •  | •  | •  |    |    |    |    |    |    |    |    |    |    |    |    |    |    |    |    |    |    |    |    | 8      |
| Hochspringen – Männer  |    | •  |    |    |    |    |    |    |    |    |    |    |    |    |    |    |    |    |    |    |    |    |    |    |    |    |    |    |    |    |    |    |    | 1      |
| Weitspringen – Männer  |    | •  |    |    |    |    |    |    |    |    |    |    |    |    |    |    |    |    |    |    |    |    |    |    |    |    |    |    |    |    |    |    |    | 1      |
| Anzahl der Wettbewerbe |    | 3  |    |    |    | 2  | 2  | 2  | 2  | 2  | 2  | 2  | 2  | 2  | 2  | 2  | 2  | 2  | 2  | 2  | 2  | 2  | 2  | 2  | 2  | 2  | 2  | 2  | 2  | 2  | 2  |    |    | 55     |

### Dressur
Bis einschließlich der Sommerspiele 1948 duften nur Offiziere an den olympischen Pferdesportwettbewerben teilnehmen, so dass die schwedische Mannschaft 1949 die Goldmedaille, die sie in London 1948 gewonnen hatte, zurückgeben musste, weil herauskam, dass der Reiter Gehnäll Persson kein Offizier war. Helsinki 1952 galt diese Beschränkung nicht mehr. Auch durften erstmals in der olympischen Geschichte Frauen an den Dressurwettbewerben teilnehmen. Gleich bei dieser ersten Möglichkeit gewann Lis Hartel die Einzel-Silbermedaille, heute dominieren die Frauen diese Pferdesportdisziplin.
Im Jahr 1960 wurde einmalig keine Mannschaftswertung durchgeführt. Da von allen drei Disziplinen im Dressurreiten die geringste Wahrscheinlichkeit besteht, dass ein Reiter oder Pferd im Mannschaftswettbewerb ausfällt, hatten hier Mannschaften mit drei Reitern am längsten Bestand: Erstmals 1988 konnten im Grand Prix de Dressage vier Reiter pro Equipe an den Start gehen, das jeweils schlechteste Ergebnis der vier zählte als Streichergebnis. Dieser Modus hatte bis Athen 2004 bestand. Einmalig 2016 gab es nochmals den Modus mit vier Reitern pro Nation, 2020 sind wieder Drei-Reiter-Equipen vorgesehen.

#### Übersicht der Wettbewerbe
| Wettbewerb             | 1896 bis 1908 | 12 | 20 | 24 | 28 | 32 | 36 | 48 | 52 | 56 | 60 | 64 | 68 | 72 | 76 | 80 | 84 | 88 | 92 | 96 | 00 | 04 | 08 | 12 | 16 | 20 | 24 | 28 | 32 | Gesamt |
| ---------------------- | ------------- | -- | -- | -- | -- | -- | -- | -- | -- | -- | -- | -- | -- | -- | -- | -- | -- | -- | -- | -- | -- | -- | -- | -- | -- | -- | -- | -- | -- | ------ |
| Einzel – Offen         |               |    |    |    |    |    |    |    | •  | •  | •  | •  | •  | •  | •  | •  | •  | •  | •  | •  | •  | •  | •  | •  | •  | •  | •  |    |    | 19     |
| Mannschaft – Offen     |               |    |    |    |    |    |    |    | •  | •  |    | •  | •  | •  | •  | •  | •  | •  | •  | •  | •  | •  | •  | •  | •  | •  | •  |    |    | 18     |
| Einzel – Männer        |               | •  | •  | •  | •  | •  | •  | •  |    |    |    |    |    |    |    |    |    |    |    |    |    |    |    |    |    |    |    |    |    | 7      |
| Mannschaft – Männer    |               |    |    |    | •  | •  | •  | •  |    |    |    |    |    |    |    |    |    |    |    |    |    |    |    |    |    |    |    |    |    | 4      |
| Anzahl der Wettbewerbe |               | 1  | 1  | 1  | 2  | 2  | 2  | 2  | 2  | 2  | 1  | 2  | 2  | 2  | 2  | 2  | 2  | 2  | 2  | 2  | 2  | 2  | 2  | 2  | 2  | 2  | 2  |    |    | 48     |

### Vielseitigkeitsreiten / Kunstreiten
Vielseitigkeitsreiten (wurde auch Military genannt) ist ein 3-tägiger Mehrkampf und besteht aus Dressur, Geländeritt und Springreiten. In Antwerpen 1920 wurde Dressur durch einen weiteren Geländeritt ersetzt. Dabei wurde am ersten Tag ein 20 km langer Geländeritt absolviert und am zweiten einer über 50 km.
Der Geländeritt war immer wieder Anlass für Diskussionen, ob man das Vielseitigkeitsreiten nicht aus dem olympischen Programm herausnehmen sollte. Aus diesem Grund wurden in der Vergangenheit immer wieder Regeln geändert, um die Pferde zu schützen.
Die Vielseitigkeit als „härteste“ Disziplin des olympischen Pferdesports blieb am längsten den Frauen verwehrt: Erst 1964 durften auch Frauen an den Wettbewerben teilnehmen. In jenem Jahr blieb es bei einer Frau im Teilnehmerfeld, vier Jahre später waren es schon vier.
Dem olympischen Grundsatz, dass für eine sportliche Leistung nur eine Medaille vergeben werden soll, steht der vorgegebene Aufbau der Vielseitigkeit aus mehreren Teilprüfungen entgegen. Daher wurden ab 1996 zwei komplett getrennte Vielseitigkeitsprüfungen durchgeführt, ein Pferd konnte nur an einer dieser Prüfungen teilnehmen. Dies hatte jedoch nur bis zu den Spielen 2000 Bestand. Seit Athen 2004 zählen die Mannschaftsprüfungen auch für die Einzelwertung, nach dem Mannschaftsspringen wird zusätzlich eine nur für die Einzelwertung zählende Springprüfung durchgeführt.
Aufgrund des Anspruchs eines Wettbewerbs aus mehreren Teilprüfungen waren die Mannschaften in der Military / Vielseitigkeit zumeist größer als in den anderen beiden Disziplinen. Schon 1912 bestanden die Equipen aus bis zu vier Reitern. Ab 1928 verringerte man die Mannschaftsgröße auf drei Reiter je Nation. Dies hatte zur Folge, dass 1932 keine Bronzemedaille vergeben werden konnte, da nur zwei Mannschaften vollständig in das Ziel kamen. Ab 1972 ging man wieder auf Vier-Reiter-Equipen zurück, zwischen 2004 und 2012 erhöhte man gar auf bis zu fünf Reiter pro Mannschaft.
Dementsprechend traf insbesondere in der Vielseitigkeit der Beschluss, 2020 wieder auf drei Reiter pro Nation zurückzugehen, auf Kritik. Um den Ausfall vieler Mannschaften zu verhindern ermöglicht man stattdessen, den Ersatzreiter zum Einsatz zu bringen und Reiter, die in einer Teilprüfung ausgeschieden sind, in späteren Teilprüfungen wieder starten zu lassen.

#### Übersicht der Wettbewerbe
| Wettbewerb               | 1896 bis 1908 | 12 | 20 | 24 | 28 | 32 | 36 | 48 | 52 | 56 | 60 | 64 | 68 | 72 | 76 | 80 | 84 | 88 | 92 | 96 | 00 | 04 | 08 | 12 | 16 | 20 | 24 | 28 | 32 | Gesamt |
| ------------------------ | ------------- | -- | -- | -- | -- | -- | -- | -- | -- | -- | -- | -- | -- | -- | -- | -- | -- | -- | -- | -- | -- | -- | -- | -- | -- | -- | -- | -- | -- | ------ |
| Einzel – Offen           |               |    |    |    |    |    |    |    |    |    |    | •  | •  | •  | •  | •  | •  | •  | •  | •  | •  | •  | •  | •  | •  | •  | •  |    |    | 16     |
| Mannschaft – Offen       |               |    |    |    |    |    |    |    |    |    |    | •  | •  | •  | •  | •  | •  | •  | •  | •  | •  | •  | •  | •  | •  | •  | •  |    |    | 16     |
| Einzel – Männer          |               | •  | •  | •  | •  | •  | •  | •  | •  | •  | •  |    |    |    |    |    |    |    |    |    |    |    |    |    |    |    |    |    |    | 10     |
| Mannschaft – Männer      |               | •  | •  | •  | •  | •  | •  | •  | •  | •  | •  |    |    |    |    |    |    |    |    |    |    |    |    |    |    |    |    |    |    | 10     |
| Kunstreiten – Einzel     |               |    | •  |    |    |    |    |    |    |    |    |    |    |    |    |    |    |    |    |    |    |    |    |    |    |    |    |    |    | 1      |
| Kunstreiten – Mannschaft |               |    | •  |    |    |    |    |    |    |    |    |    |    |    |    |    |    |    |    |    |    |    |    |    |    |    |    |    |    | 1      |
| Anzahl der Wettbewerbe   |               | 2  | 4  | 2  | 2  | 2  | 2  | 2  | 2  | 2  | 2  | 2  | 2  | 2  | 2  | 2  | 2  | 2  | 2  | 2  | 2  | 2  | 2  | 2  | 2  | 2  | 2  |    |    | 54     |

## Ewiger Medaillenspiegel
Stand: 2024
| Rang | Land                                            | Goldmedaille | Silbermedaille | Bronzemedaille | Gesamt   |
| ---- | ----------------------------------------------- | ------------ | -------------- | -------------- | -------- |
| 1    | / Deutschland (Gesamt) (davon / BR Deutschland) | 48 (11)      | 25 (5)         | 27 (9)         | 100 (25) |
| 2    | Schweden                                        | 18           | 13             | 14             | 45       |
| 3    | Großbritannien                                  | 15           | 12             | 18             | 45       |
| 4    | Frankreich                                      | 14           | 14             | 12             | 40       |
| 5    | Vereinigte Staaten                              | 11           | 24             | 20             | 55       |
| 6    | Niederlande                                     | 10           | 13             | 5              | 28       |
| 7    | / Italien                                       | 7            | 9              | 7              | 23       |
| 8    | Sowjetunion                                     | 6            | 5              | 4              | 15       |
|      | Australien                                      | 6            | 5              | 4              | 15       |
| 10   | Schweiz                                         | 5            | 11             | 8              | 24       |
| 11   | Belgien                                         | 4            | 2              | 7              | 13       |
| 12   | Neuseeland                                      | 3            | 2              | 5              | 10       |
| 13   | Kanada                                          | 2            | 2              | 3              | 7        |
| 14   | Mexiko                                          | 2            | 1              | 4              | 7        |
| 15   | Polen                                           | 1            | 3              | 2              | 6        |
| 16   | Spanien                                         | 1            | 2              | 1              | 4        |
| 17   | Österreich                                      | 1            | 1              | 1              | 3        |
| 18   | Brasilien                                       | 1            | 0              | 2              | 3        |
| 19   | Japan                                           | 1            | 0              | 1              | 2        |
| 20   | Tschechoslowakei                                | 1            | 0              | 0              | 1        |
| 21   | Dänemark                                        | 0            | 5              | 2              | 7        |
| 22   | Chile                                           | 0            | 2              | 0              | 2        |
| 23   | / Rumänien                                      | 0            | 1              | 1              | 2        |
| 24   | Argentinien                                     | 0            | 1              | 0              | 1        |
|      | Bulgarien                                       | 0            | 1              | 0              | 1        |
|      | Norwegen                                        | 0            | 1              | 0              | 1        |
| 27   | Portugal                                        | 0            | 0              | 3              | 3        |
| 28   | Saudi-Arabien                                   | 0            | 0              | 2              | 2        |
| 29   | Ungarn                                          | 0            | 0              | 1              | 1        |
|      | Irland                                          | 0            | 0              | 1              | 1        |